# Wredne dziewczyny 2
Wredne dziewczyny 2 (ang. Mean Girls 2) – amerykański film komediowy z 2011.

## Fabuła
Jo to osiemnastoletnia dziewczyna, która mieszka wraz z ojcem, mechanikiem samochodowym. W nowej szkole poznaje "plastiki": Mandi, Chastity, Hope oraz Abby – nielubianą dziewczynę, która pochodzi z bogatej rodziny. Ojciec Abby płaci Jo w zamian za przyjaźń z jego córką. Jo zgadza się i stają się z Abby najlepszymi przyjaciółkami. Jo jest zakochana w Tylerze Adamsie. Po jakimś czasie Abby dowiaduje się o zapłacie Jo w zamian za ich przyjaźń, dziewczyna wybacza Jo i stają się prawdziwymi najlepszymi przyjaciółkami.

## Obsada
- Meaghan Jette Martin jako Jo Mitchell
- Maiara Walsh jako Mandi Weatherly
- Jennifer Stone jako Abby Hanover
- Claire Holt jako Chastity Meyer
- Diego González Boneta jako Tyler Adams
- Nicole Anderson jako Hope Plotkin
- Mike Pniewski jako Pan Giamatti
- Rhoda Griffis jako Ilene Hanover
- Donn Lamkin jako Sidney Hanover
- Amber Wallace jako Violet